# مقبس مسجل
المِقبَس المُسجَّل هو واجهة شبكة اتصالات عن بعد لربط معدات الصوت و البيانات بخدمة مقدمة من قبل مزود اتصالات محلي أو مزود اتصالات لمسافات طويلة. حُدد تسجيل الواجهات لأول مرة في نظام رمز ترتيب الخدمة الشاملة لنظام بيل في الولايات الأمريكية للتوافق مع برنامج تسجيل أجهزة المهاتفة الموفرة للعملاء بتكليف من لجنة الاتصالات الفيدرالية (FCC) في 1970.